# Marc Lelandais
Pour les articles homonymes, voir Lelandais.
Marc Lelandais (né le 8 mai 1966 dans le département de la Mayenne) est un chef d'entreprise français.
Sa carrière s'est essentiellement déroulée dans l'industrie du luxe et du textile. Après des débuts chez Pierre Cardin et diverses missions marketing dans des firmes comme Children Worldwide Fashion (en) ou Escada, il devient successivement président de ST Dupont en 2005 puis de Lancel de 2006 à 2012. En juillet 2012, il est nommé président du groupe Vivarte, le leader français de la distribution de mode. Il le sera jusqu'à fin 2014. Il est dirigeant d'une entreprise de conseil Pacello & Co depuis janvier 2015.

## Biographie

### Études
Marc Lelandais obtient plusieurs diplômes durant sa scolarité supérieure. Il est titulaire d’un MBA spécialisé en « Luxury Brands Marketing & International Management » obtenu au sein de l'Institut Supérieur du Marketing du Luxe ainsi que d'un Master en Management International obtenu à l'ESSEC. Il possède un DEA de Sciences Politiques et un DESS en Marketing obtenu à l’Université de la Sorbonne,.

### Carrière professionnelle

#### 1990 à 2005: de Pierre Cardin à ST Dupont
L'homme d'affaires commence sa carrière en 1990 chez le couturier Pierre Cardin au sein de la division Parfums et Cosmétiques rachetée au groupe américain P.P.I., filiale d'American Cyanamid.
Il prend la Direction Commerciale et Marketing du réseau de distribution de « Parfums de Femme » (Groupe Marionnaud Parfumeries) assurant des ouvertures de points de vente et la recherche d’emplacements stratégiques, en marge du management commercial et du marketing d’enseigne.
Après son passage chez l’horloger suisse Raymond Weil, il prend en 1997 la Direction Marketing du groupe Children Worldwide Fashion (CWF), leader européen en mode haut de gamme pour enfants grâce à son portefeuille de marques de luxe dont Burberry, DKNY, Marc Jacobs ou encore Kenzo et Timberland. Il y structure les collections de six marques, développe de nouveaux segments stratégiques et lance deux marques américaines en Europe.
En 2001, il prend en charge à Florence la direction générale de la division Accessoires, Maroquinerie et Lifestyle du groupe Escada chargée du développement produit et de la diversification de la marque où il participe au lancement de nouveaux concepts tels « Escada Exotics », la collection junior, une ligne de joaillerie, les collections de sacs et de souliers avec le styliste milanais Claudio Merazzi. 
Le 9 septembre 2005, il prend la place de Charles Jayson, démissionnaire, à la tête de la marque de stylos de luxe ST Dupont qui traverse une mauvaise passe financière depuis plusieurs années,,. Chargé de redresser la situation, Marc Lelandais quitte ce poste le 10 janvier 2006 après quelques mois d'exercice, à la suite de  « divergences avec l'actionnaire majoritaire ». Il avait négocié sous mandat ad hoc une recapitalisation du groupe de luxe avec l'entreprise chinoise Dickson Poon, qui s'engage alors à augmenter le capital à hauteur de 41,8 millions d'euros. L'entreprise chinoise avait d'ores et déjà injecté cinq millions d'euros en compte courant avant le départ de Marc Lelandais, mais alors que ce dernier remettait en question l'actuelle stratégie de l'entreprise dans le prêt-à-porter avec à la clef de nombreux licenciements Marc lelandais demandait la transparence de la filiale du groupe sur ses activités en Asie, l'actionnaire chinois rejette son plan de relance visant à compenser la baisse réglementaire du marché du briquet .

#### 2006 à 2012: Lancel
Marc Lelandais est contacté en 2006 par le groupe Richemont qui lui confie la mission de restructurer Lancel alors en difficulté financière depuis un moment déjà. Il développe une nouvelle stratégie de différenciation pour le maroquinier grâce à des histoires de sacs inspirées d’icônes féminines telles que Laure Manaudou, Alice Taglioni, Isabelle Adjani, Brigitte Bardot ou Salvador Dalí. Il internationalise la marque,, donne un visage à la marque en Chine en choisissant l'actrice Zhou Xun multiplie les initiatives et ramène l'entreprise aux profits en 2010 après avoir triplé la taille de l'entreprise, sans que ce retour aux profits soit pérenne.
Il ravive la marque créée en 1876 par Angèle Lancel en rénovant son parc de magasins. Mais sa stratégie de diversification ne convient pas à la maison mère de Lancel, Richemont, et il est « remercié » après six ans à sa tête, par cette dernière, qui précise qu'elle a « identifié des divergences de position » avec Marc Lelandais tout en soulignant « les nettes progressions de Lancel ces dernières années ».

#### 2012 à 2014: Vivarte
Après avoir quitté Lancel, Marc Lelandais dirige le groupe Vivarte (anciennement André). En juillet 2012, il succède à Georges Plassat à la tête du groupe qui compte alors 24 enseignes.
Faisant face à un double enjeu stratégique et financier à la tête du groupe Vivarte, Marc Lelandais mène une réorientation de ces métiers et de sa vingtaine de marques. Il souhaite transformer le groupe vers un positionnement mode et non plus discount. Sous sa responsabilité est également lancée une internationalisation, avec la distribution dans huit pays d’Asie des marques André, Minelli, Cosmoparis, Pataugas et y ouvrir 200 boutiques,.
Confronté à une dette de 2,8 milliards d’euros contractée en 2007 lors du rachat par LBO de l'entreprise, Marc Lelandais a épuré celle-ci en obtenant la diminution de l’endettement du groupe de deux milliards d’euros et l'injection immédiate de 500 millions d'euros de cash,,,, battant par la même occasion le record européen d'effacement de dette dans une entreprise privée. Cette restructuration de la dette entraîne un transfert de propriétaires de l'entreprise vers les créanciers. Sa méthode est de tenter de définir pour toutes les marques du groupe un positionnement prix et produit en phase avec les nouvelles conditions de marche liées à l'explosion numérique et à l’entrée d'une nouvelle concurrence de chaînes expertes en rotation rapide des lignes de produits telles Primark. Plutôt qu'une réduction des coûts, il engage sans succès une montée en gamme. Finalement, noyé par la dette et sous la pression ds créanciers qui lui reprochent « des dépenses somptuaires » et son « manque de charisme », il échoue à restructurer Vivarte. Sa « coûteuse stratégie » de tentative de sauvetage de La Halle en difficultés commerciales et financières depuis de nombreuses années ne convainc pas les ex fonds créanciers, nouveaux actionnaires de référence de l'entreprise, et ceux-ci annoncent avoir décidé de « mettre fin aux fonctions », de Marc Lelandais le jour-même où ils récupèrent le capital du groupe qu'ils ont acquis lors de la restructuration de la dette, pour « désaccord sur la conduite future du groupe » selon le communiqué officiel,,,,. Ceci, malgré la ligne de défense que l'ancien PDG expose dans Les Échos concernant sa stratégie de revalorisation des offres produits et magasins relayée par le numérique pour toutes les enseignes, qui selon lui fonctionne sur le long terme,. En soulignant « le rôle clé que Marc Lelandais a joué dans la réalisation de la restructuration financière du bilan de la société », les actionnaires annoncent la nomination de Richard Simonin au poste de PDG du groupe, remplacé après quelques mois par Stéphane Macquaire lui-même remercié en quelques semaines par les fonds hedge funds actionnaires du groupe par Patrick Puy.

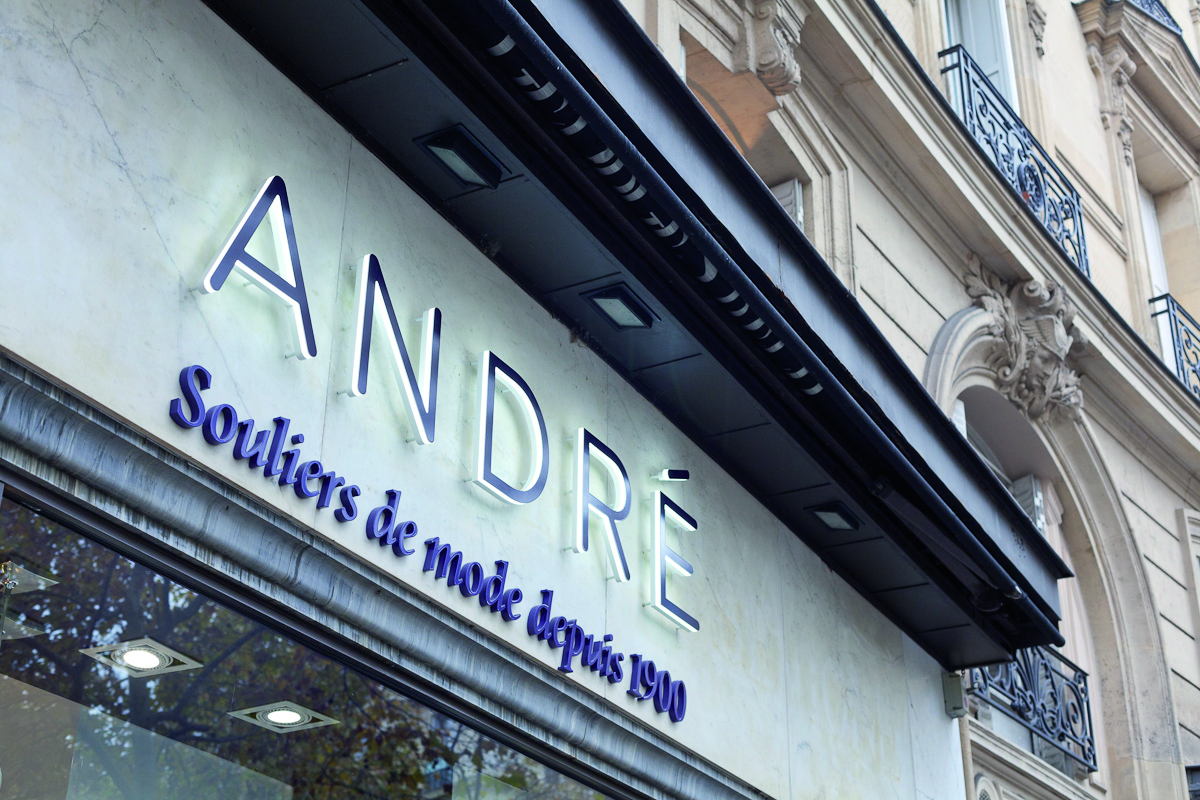
Façade André, avenue Victor-Hugo (Paris)
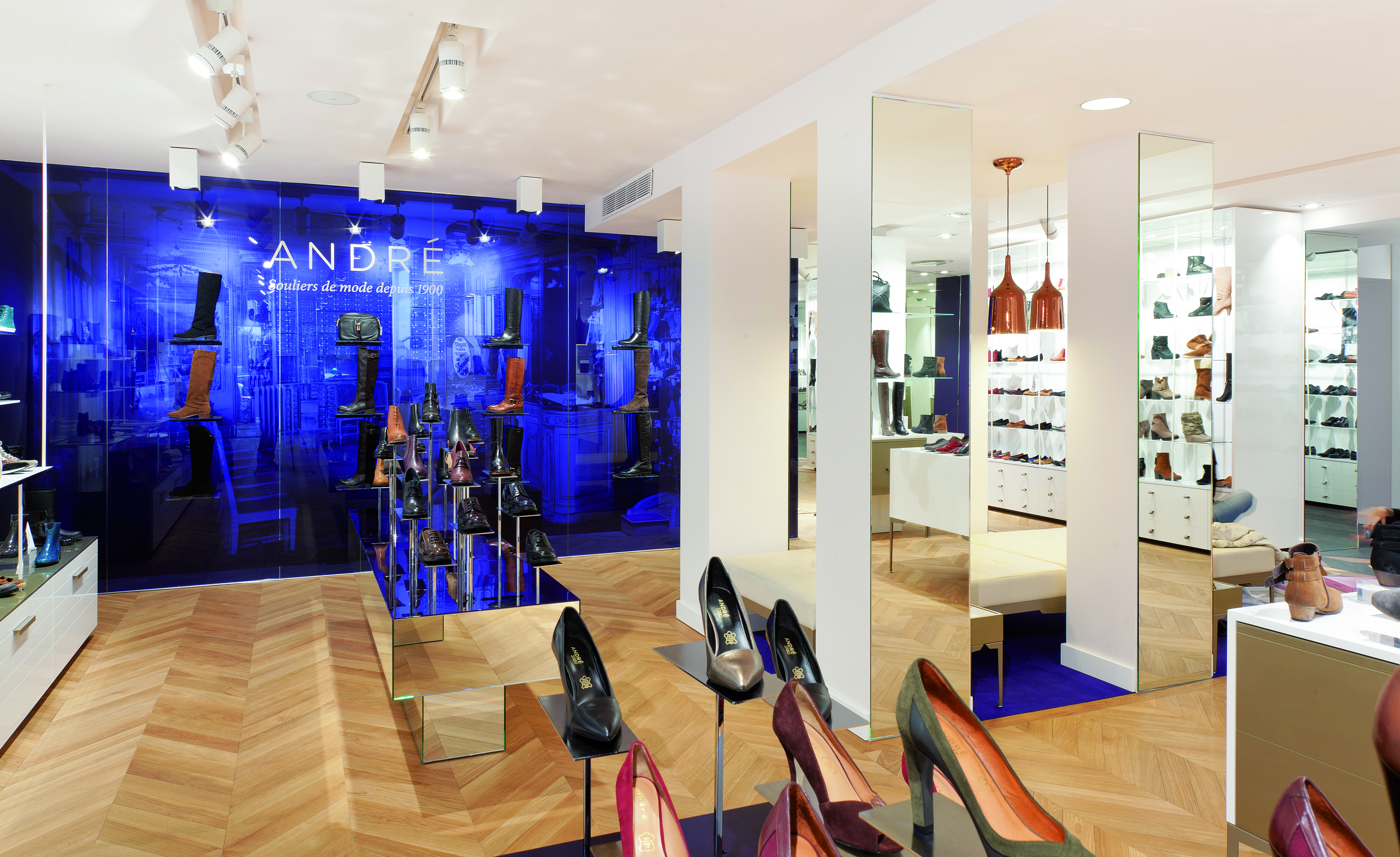
Nouveau concept André

##### Depuis janvier 2015: Pacello & Co
Il fonde et dirige une société de conseil spécialisée en management stratégique et expose publiquement le problème de la régulation nécessaire par les pouvoirs publics des fonds spéculatifs et « vautours » dans l'économie,,,. Il attire l’attention de l’État sur les perversions et risques des financements d’entreprises sous LBO par des fonds spéculatifs et de l’asphyxie des entreprises par la charge des intérêts de la dette conduisant au démantèlement puis aux plans de licenciements massifs,,,,.

## Mécénat
Marc Lelandais s'engage pour la préservation des bâtiments de la Renaissance et, plus précisément, ceux construits « entre 1480 et 1515 » dans la vallée des Châteaux de la Loire qu’il s’emploie à rénover et restructurer. Il a entrepris la rénovation de domaines à Amboise et à Chaumont-sur-Loire en faisant appel à une cinquantaine d'entreprises artisanales de la région. Il possède Château Gaillard à Amboise, qui a accueilli, Dom Pacello da Mercogliano et où furent acclimatés les premiers orangers en France. Son château a ouvert au public en 2014 après quatre ans de travaux de restauration et est entré dans le Cercle “Les Plus Beaux Jardins de France” en 2024 qui regroupe les 20 Jardins les plus prestigieux du territoire tels que Giverny, Vaux le Vicomte, Villandry, Breteuil ou la Villa Ephrussi de Rotschild ou encore Eyrignac. Il est administrateur de la Société des Amis du Musée de Cluny, Musée National du Moyen Âge à Paris.

## Publications
- L'abbé Sieyès sous la Convention Nationale, Biographie, 1989, Paris 1 Panthéon Sorbonne (OCLC 493178730)
- Les relations du personnel politique aux sondages d'opinion : histoire et analyse d'une entreprise politique : le barrisme de 1976 à 1991, 1991, Paris 1 Panthéon Sorbonne, Mém. DESS (OCLC 29456608)